# Pineus similis
Pineus similis är en insektsart som först beskrevs av David D. Gillette 1907.  Pineus similis ingår i släktet Pineus och familjen barrlöss. Inga underarter finns listade i Catalogue of Life.